# 모하마드 모사데그
모하마드 모사데그(Mohammad Mossadegh, 1882년 ~ 1967년 3월 5일)는 이란의 정치가이자 민족주의 지도자로 석유 국유화와 근대화 등을 단행했다.
이란 테헤란 출신으로 영지를 보유한 귀족 가문 출신 고위 공직자의 아들로 태어나 스위스로 유학을 가 로잔 대학 법학박사 학위를 받고 귀국했다. 이후 재정위원회 위원이 되었고 1915년에 하원의원과 재무차관, 회계검사원 원장과 법무장관 등을 역임했고 1920년 파르스 주지사와 1921년 재무장관, 1922년 아제르바이잔 주지사와 1923년 외무장관 등을 역임했다.
그러나 1925년 팔라비 왕조가 수립되자 거부의 뜻으로 퇴임했다. 1944년 의회에 나가 1949년에 야당 국민 전선의 당수가 되었다. 1951년에는 총리가 되어 영국-이란석유회사(현재는 브리튼석유회사)의 국유화를 단행했다.
이후 대중의 지지를 호소하여 시위대를 이용, 홀로 모든 종류의 법을 독단적으로 선포할 수 있는 독재 정권을 수립하고, 근대화를 추진하던 국왕의 권한을 일부 제한하는 정책을 폈다.이란은 모사데그의 지지자와 친 팔라비 파로 나뉘었다. 그러나 1953년 8월 미국 CIA는 영국 정보부의 도움으로 모사데그 타격대를 조직했고, 미국과 영국의 사주를 받은 파즐롤라 자헤디 장군의 친 팔레비 쿠데타로 실각되어 체포당해 금고 3년형을 선고받았다. 1956년 8월에 석방되었고 이후 아마다바드의 거처에서 가택연금되어 여생을 보냈다.

## 같이 보기
- 루홀라 호메이니
- 국제앰네스티